# カツミ
株式会社カツミ（英: Katsumi Co., Ltd.）は、日本の鉄道模型のメーカー・卸業。本社は東京都目黒区下目黒にある。略称はKTM。株式会社駿河屋傘下。

## 概要

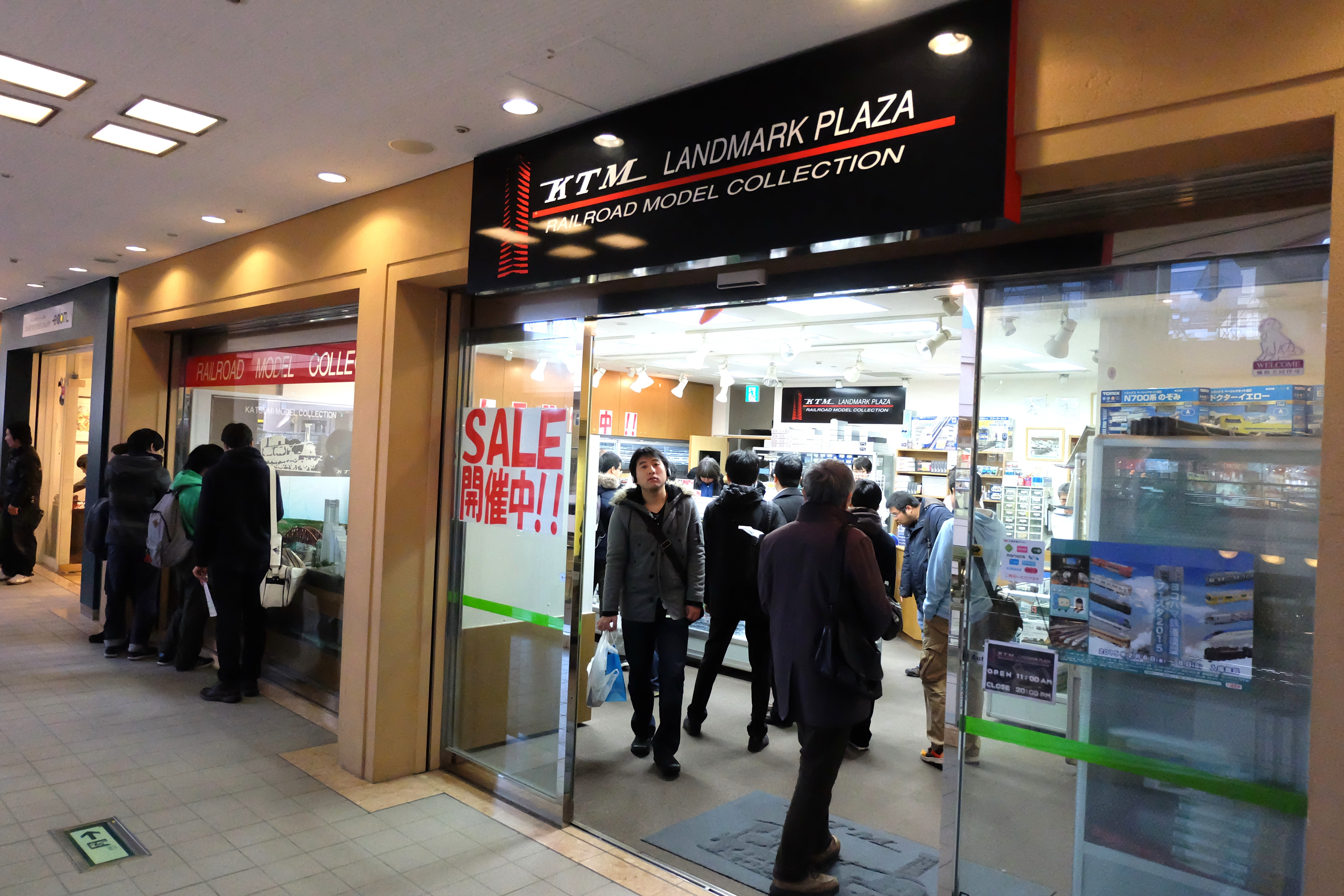
カツミ横浜店

元はゴム動力飛行機を扱うカツミ模型店として東京都港区高輪（魚籃坂下交差点付近）で出発し、1983年にすべての機能を現在地に集約、1996年現在の名に改称した。金属製模型を中心に手がけ、国内だけでなく輸出も多かった。
第二次世界大戦後、進駐軍相手の鉄道模型製造で名を上げ、1959年、マックス・グレイが大量のアメリカ向け輸出を導いた。横浜の伊勢佐木町付近にあったパイオニアが下請けで製造していた。
最初はOゲージ専門メーカーであったが、1950年代末よりHOゲージも製造、輸出するようになった。日本型では1959年に自由形Cタンク、ED70、7100弁慶号、自由形EB58で16番ゲージに参入した。しかし、1985年9月のプラザ合意後、急速に円高が進行し、1990年代になると韓国製品との価格差が大きくなりインポーターからの発注が減り、アメリカ向け輸出はほとんどなくなった。
Oゲージ全盛期にはアメリカ向けには実物同様のスケール指向で軸箱可動等、実物を忠実に再現した二線式直流方式のOゲージ機関車を製作したが、同時期、国内向けにはブリキ製のB電関等、実物とは程遠いフリースタイルの製品がメインで交流三線式Oゲージ製品しか発売しなかった。この事は住宅事情等、諸説あるが、日本でのOゲージの衰退の一因となったという見解がある。後にOJゲージの製品を供給した。
1960-70年代にかけて16番ゲージの蒸気機関車では精密なシュパーブラインシリーズや比較的廉価なダイヤモンドシリーズを販売していた。
ナローゲージ製品としては輸出用のSHAYが有り、国内向けには阿里山森林鐵路の18tシェイと運材車が16番ナローとして製品化された。
エンドウ（旧称　遠藤商店・TER）とはかつて協力関係にあった。部品・駆動装置（MPギア）の共通化をはかっている。かつては TER製造KTM発売といった形態がとられていたこともあったが、現在は別々に発売されている。
1986年発売のOゲージ製品からハイグレードな製品造りにシフトするようになり、旧来からの製品を含めてのリニューアルを1996年頃までには終えている。
2018年7月、目黒店を閉店。
2023年3月31日付で、株式会社エーツー（現：駿河屋）が全株式を取得し、完全子会社化した。

## 製品
日本の16番ゲージ製造会社の中で、最も製品化した車両が多く、またJR発足以降に作られたJR車両や私鉄車両のほとんどがカツミで製品化している。エンドウと並び、まさしく「16番ゲージの雄」的な存在である。他社のプラスチック製16番ゲージ製品が、国鉄型車両や電気機関車を中心に製品化しているのとは対照的である。
カツミ製品は16番ゲージでは一般的である真鍮製で、完成品の値段設定は1両当たり5万円程度となっており、動力車の場合は1両当たりの価格はさらに高価となるため、編成で揃えると数十万円となる製品も存在する。キット品でも1両当たり数万円の製品も存在する。近年は原材料費や職人の人件費高騰、生産ロット数の減少が影響し、価格高騰が続いている。
車体はプレス成型とロストワックス成型が主に用いられ、ハンダ付けによって組み立てられる。内装などに一部プラスチック製部品が使用されることもある。車両以外ではブリキ製や真鍮製のストラクチャーを発売していた事があった。
同社では新幹線車両も多く製品化しているが、いずれもHOスケールとなっている。
鉄道模型以外では、建築模型や地形模型などを手がけている。

## ハンダ付け

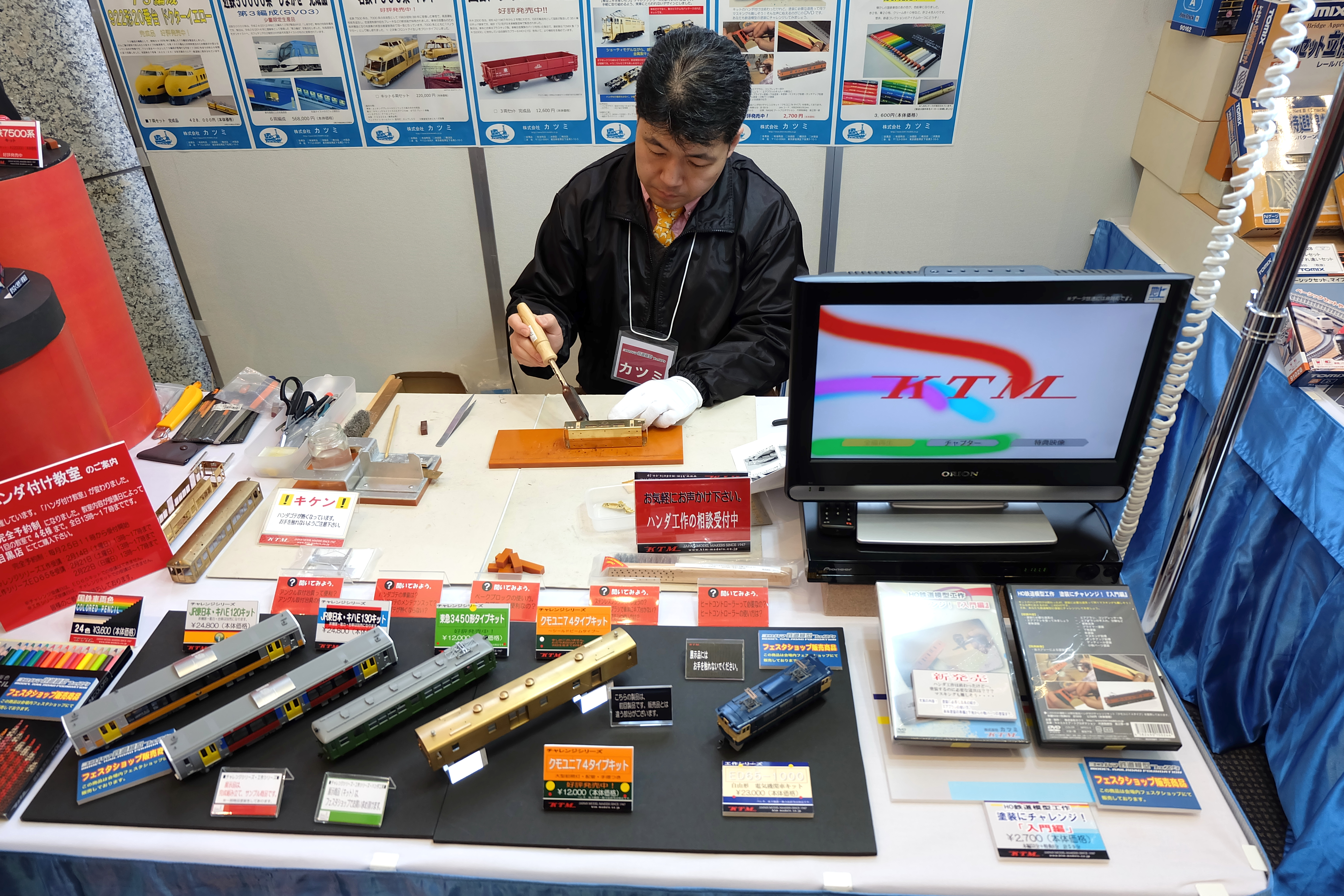
カツミ社員による鉄道模型ハンダ付け実演

カツミ製品はハンダ付けで組み立てることを前提に設計されているため、その工作ノウハウの提供に積極的である。完成品だけでなくキット製品も多く販売し、ハンダ付け工作の入門DVDなども発売。
さらに池袋店では定期的に工作教室も開かれている（入門用キットも販売されている）。国際鉄道模型コンベンションやヨコハマ鉄道模型フェスタでは、社員によるハンダ付け実演を見ることができる。

### 入門用キット
ハンダ付け教室で使用される教材キット。いずれも実車通りではない「タイプ」となっている。
- ED600形
  - ハンダ付け教室用教材キット第一弾。国鉄EF60形電気機関車をショーティーとしたフリーランス電気機関車の車体キット。
- 東急3450形タイプ
  - 教材キット第二弾。東急デハ3450形電車をプロトタイプとした車体キット。
- クモユニ74タイプ
  - 教材キット第三弾。国鉄クモユニ74形電車をプロトタイプとした車体キット。
- ステンレス電車
  - 教材キット第五弾。東急1000系をプロトタイプとした車体キット。